# Bisaltes adustus
Bisaltes adustus es una especie de escarabajo longicornio del género Bisaltes, subfamilia Lamiinae. Fue descrita científicamente por Burmeister en 1865.
Se distribuye por Argentina y Bolivia. Posee una longitud corporal de 6-11 milímetros.